# Buscadero
Il Buscadero è una rivista musicale con pubblicazione mensile di rock classico fondata nel 1980 da Aldo Pedron, Paolo Carù e altri, fino al 2024 edita dalla Edizioni L'Ultimo Buscadero Srl e, da luglio 2024, edita da Sprea Editori, nata da una scissione della redazione de Il Mucchio Selvaggio con la denominazione L'Ultimo Buscadero, accorciata successivamente.
È tra le più vecchie testate italiane musicali tuttora in edicola. Il nome è un omaggio al film L'ultimo buscadero di Sam Peckinpah. Fra le firme apparse sulla rivista nel corso degli anni vanno ricordati Guido Chiesa, Alfredo Marziano, Stefano Bianchi, Piero Tarantola, Marco Grompi, Adelmo Quadrio, Giancarlo Susanna e Davide Sapienza.

## Storia della rivista

### 1979-1985: Antecedenti e nascita di L'Ultimo Buscadero
Nel novembre del 1980, in seguito alle polemiche di Max Stefani sul presunto conflitto di interessi di Paolo Carù che oltre ad essere giornalista musicale gestiva un negozio di dischi a Gallarate, la cosiddetta "colonna del nord" viene allontanata dalla redazione del mucchio selvaggio. Fu anche a causa dell'enorme apporto fornito dai milanesi alla nascita ed allo sviluppo del magazine, che il gruppo di cui facevano parte anche Pedron e Nosotti, si sentì in qualche modo "derubato", generando polemiche tra le due fazioni che si ripercossero negli anni successivi, pur senza mai finire in tribunale, sulle pagine del Mucchio e della nascente rivista. Fu comunque in seguito a questi fatti, che dopo un breve periodo di riorganizzazione, nel dicembre del 1980 arrivò nelle edicole la nuova rivista L'ultimo buscadero. Il primo numero del nuovo magazine diretto da Aldo Pedron contava 44 pagine al costo di 1500 lire, la copertina fu data a Bruce Springsteen e nella redazione comparivano i nomi di Paolo Carù, Raffaele Galli, Claudio Garbari, Fabio Nosotti e Franco Ratti. La nuova rivista, che prendeva il nome da L'ultimo buscadero di Sam Peckinpah (film realizzato dal regista tre anni dopo Il mucchio selvaggio così come questa rivista nasceva tre anni dopo), proponeva inizialmente contenuti assimilabili a Il Mucchio selvaggio, con articoli sul classic rock americano, sconfinando fino al country rock, al blues ed al contemporary folk, trascurando, in questa prima fase le nuove tendenze del punk rock e del post-punk, riuscendo così a crearsi una schiera di affezionati del rock old school.